# Брента (горный массив)
Брента (итал.  Brenta) — горный массив в Доломитовых Альпах в итальянской области Трентино-Альто-Адидже.

## Описание
Грандиозный горный массив Альп в Доломитовых Альпах, ограниченный с севера и востока рекой Ноче, с юга — рекой Сарка, с запада — рекой Сарка и ручьём Меледрио. Он образован двумя параллельными цепями (западная — более крупная и высокая), разделёнными долинами Амбис и Товель. Самые высокие вершины — Чима-Тоса (3173 м) и Чима-Брента; это туристический и альпинистский район с известными скалолазательными маршрутами. До него можно добраться из коммун Мольвено и Андало на востоке, из фракции коммуны Мадонна-ди-Кампильо на западе.